# Palkó Dárdai
Palkó Dárdai (Berlijn, 24 april 1999) is een Duits-Hongaars voetballer, die uitkomt als rechtsbuiten. In juli 2017 stroomde hij door uit de jeugd van Hertha BSC.

## Clubcarrière
Dárdai startte zijn loopbaan bij de jeugd van Seeburger SV en 1. FC Wilmersdorf. In 2011 vervolgde hij zijn loopbaan bij de jeugd van Hertha BSC. In de zomer van 2017 stroomde hij door uit de jeugd van Hertha. Op 2 november 2017 maakte Dárdai zijn Europees debuut in de Europa League. In de vierde groepswedstrijd mocht hij elf minuten voor tijd invallen voor Alexander Esswein. De wedstrijd werd met 2–0 gewonnen tegen Zorja Loehansk. Op 28 april 2018 maakte Dárdai zijn debuut in de Bundesliga. Van coach Pál Dárdai mocht hij negentien minuten voor tijd Per Ciljan Skjelbred komen vervangen in de thuiswedstrijd tegen FC Augsburg. De wedstrijd eindigde op 2–2.

## Clubstatistieken
| Seizoen | Club       | Competitie | Competitie | Competitie | Beker | Beker | Internationaal | Internationaal | Totaal | Totaal |
| Seizoen | Club       | Competitie | Wed.       | Dlp.       | Wed.  | Dlp.  | Wed.           | Dlp.           | Wed.   | Dlp.   |
| ------- | ---------- | ---------- | ---------- | ---------- | ----- | ----- | -------------- | -------------- | ------ | ------ |
| 2017/18 | Hertha BSC | Bundesliga | 2          | 0          | —     | —     | 2              | 0              | 4      | 0      |
| 2018/19 | Hertha BSC | Bundesliga | 6          | 0          | 1     | 0     | —              | —              | 7      | 0      |
| Totaal  | Totaal     | Totaal     | 8          | 0          | 1     | 0     | 2              | 0              | 11     | 0      |

Bijgewerkt op 7 maart 2019.

## Privé
Palkó Dárdai is de zoon van Pál Dárdai.